# Fiscus
Im Lateinischen bedeutete  fiscus ursprünglich geflochtener Korb. Später ging der Begriff nacheinander über auf:
1. Geldkorb, Kasse
2. Staatskasse
3. kaiserliche Privatkasse

## Prinzipat
Im römischen Kaiserreich war fiscus der Name für Güter, aus denen der jeweilige Princeps seinen Haushalt bestritt. Das Verständnis wird am ehesten dahin gegangen sein, dass die Güter in des jeweiligen Princeps’ privatrechtlichen Eigentum gestanden haben. Regelmäßig wurden sie auf den Nachfolger übertragen, der oft auch persönlicher Erbe war. Gleichwohl wurde fiskalisches Vermögen gegenüber dem persönlichen Vermögen abgegrenzt, Letzteres wurde Patrimonium genannt. Insbesondere war der Fiscus jener Teil des Vermögens, der als Ertrag aus den kaiserlichen Provinzen floss und so zum Gegenstand des kaiserlichen Haushaltseinkommens wurde. 
Im Gegensatz dazu war das Aerarium, das dem Senat zustehende Geld aus den senatorischen Provinzen. Der fiscus ist somit ein Hinweis auf die Trennung der Macht zwischen Kaiser und Senat im frühen Kaiserreich. In späteren Jahren, als die Macht des Kaisers wuchs, die des Senats schwand, wuchs auch der Umfang des Fiscus, denn anschwellend, flossen die Quellen des Aerarium nunmehr dahin. Ab der Zeit Diokletians sollen vollends alle Gelder dem fiscus zugeflossen sein und spätestens dann wird bei der Fiskalverwaltung von Staatsverwaltung zu sprechen gewesen sein.
Der Satiriker Juvenal schreibt, dass ein großer in der Adria gefangener Steinbutt nach Rom gesandt werden musste, um ihn dem fiscus des Kaisers Domitian einzuverleiben.

## Mittelalter
Entsprechend dem Gebrauch im römischen Reich war der fiscus im frühen Mittelalter der Besitz des Herrschers, die kaiserliche Domäne bei den Gallorömern, eine Villa auf dieser Domäne zur Zeit der Merowinger und Karolinger (Fisc).
Einige fisci dienten als Versammlungsort für die Großen des Reichs, so dass Reichsversammlungen und Synoden nach ihnen benannt wurden (zum Beispiel Attigny, Ponthion, Quierzy, Clichy etc.).
Auch im frühen Mittelalter wurde aus dem fiscus der Haushalt des Herrschers finanziert – vor allem vor dem Hintergrund der beständigen Steuerverweigerung der Untertanen und der Unfähigkeit des ungebildeten Adels, Abhilfe zu schaffen. Die Angewohnheit der Könige, immer wieder Teile des umfangreichen fiscus zur Sicherung der Loyalität des Adels wegzugeben, erforderte eine anhaltende Eroberungspolitik, um den Schwund auszugleichen. Als diese Eroberungspolitik zum Erliegen kam und gleichzeitig Erbteilungen des Besitzes üblich wurden, war das Einkommen der jeweiligen Herrscher entsprechend reduziert.
Das Wort kam außer Gebrauch. Erst von modernen Historikern wurde es wieder verwendet und auf das königliche Einkommen bezogen, vor allem auf den außerordentlichen Ertrag (also jenseits der Steuereinnahmen).

## Neuzeit
In der heutigen Zeit bezeichnet man mit Fiskus den Staat als Wirtschaftssubjekt, auch wenn im allgemeinen Sprachgebrauch der Begriff häufig auf die Finanzverwaltung beschränkt wird.